# Alun Armstrong
Alun Armstrong, född 17 juli 1946 i Annfield Plain, County Durham, är en brittisk skådespelare. Armstrong har bland annat medverkat i flera Charles Dickens–filmatiseringar och spelat den excentriske före detta polisen Brian Lane i tv-serien Gamla snutar, nya spår.

## Filmografi i urval
- 1971 – Ta fast Carter!
- 1977 – En bro för mycket
- 1977 – Duellanterna
- 1981 – Den franske löjtnantens kvinna
- 1982 – Nicholas Nickleby
- 1983 – Krull
- 1988 – Sagor för stora barn (TV-serie) (röst)
- 1990 – Vit jägare, svart hjärta
- 1992 – Patrioter
- 1992 – Hämndens ögonblick
- 1992 – Kommissarie Morse (TV-serie)
- 1994 – Black Beauty
- 1995 – Braveheart
- 1997 – Helgonet
- 1999 – Sleepy Hollow
- 1999 – Aristokrater (TV-serie)
- 1999 – David Copperfield
- 1999 – Oliver Twist
- 2000 – Harrison's Flowers
- 2000 – Proof of Life
- 2001 – Mumien – återkomsten
- 2001 – Adrian Mole i cappuccinoåldern (TV-serie)
- 2003 – It's All About Love
- 2003–2013, 2015 – New Tricks (TV-serie)
- 2004 – Van Helsing
- 2005 – Oliver Twist
- 2005 – Bleak House (TV-serie)
- 2008 – Little Dorrit
- 2006 – Eragon
- 2003–2013 – Gamla snutar, nya spår (TV-serie)
- 2012 – The Mystery of Edwin Drood  (TV-film)
- 2012 – The Hollow Crown
- 2014 – Penny Dreadful (TV-serie)
- 2014 – Downton Abbey (TV-serie)
- 2016 – Golden Years
- 2016 – Dark Angel (Miniserie)
- 2016–2018 – Frontier (TV-serie)
- 2017 – I mördarens spår: Tennison (TV-serie)
- 2023 – Den charmerande Tom Jones (TV-serie)